# The Truth About Killer Dinosaurs
The Truth About Killer Dinosaurs är en TV-dokumentär i två delar från 2005, producerad av BBC. Programmet visar ett par av de mest kända köttätarna bland dinosaurierna. Med hjälp av biomekaniska tester samt forskning baserad på moderna djur visas dinosauriernas styrka och försvar på ett trovärdigt sätt. Programmet leddes av Bill Oddie, och datoranimationen gjordes av MPC. I USA visades programmet under titeln "Dinosaur face-of". Programmet har även sänts i Sveriges Kunskapskanalen i slutet av sommaren 2009, men då under namnet "Dinosaurietestet".

## Avsnitt 1
Oddie tar sig an sanningen med dinosaurierna Tyrannosaurus rex och Triceratops. Tyrannosaurus styrka och vapen testas för att få fram den sanna kapaciteten i den titaniska käken, och Triceratops försvar provas. Fossil studeras för att ta reda på om Tyrannosaurus rex var asätare eller dödade egna byten, och märken på Triceratops skelett ger en inblick i hur dessa jättar kan ha stridit.

## Avsnitt 2
Bill Oddie går in för att skilja sanningen från myten om Velociraptor. Var dess krökta klor på fötterna skärvapen som kunde döda alla djur som kom i Velociraptor's väg? Kunde Velociraptor även döda de bepansrade Ankylosaurierna med hjälp av list, sina klor och sina tänder? Och hur försvarade sig Ankylosaurierna mot Velociraptor, eller mot den jättelika Tarbosaurus?